# Otroški varnostni sedež
Otroški varnosti sedež (znan tudi kot otroški sedež) je posebej zasnovan sedež, namenjen varovanju otroka v avtu pred poškodbami in smrtjo v primeru prometne nesreče. Izdelovalci avtomobilov lahko otroški sedež integrirajo že v zasnovi novega vozila. Najpogosteje pa otroške sedeže kupijo in namestijo uporabniki sami. V mnogih regijah sveta morajo otroci do določene starosti, teže in/ali višine pri potovanju z vozilom uporabljati s strani državnega organa odobren otroški sedež. Otroški sedež nudi pasivne varovalne mehanizme in mora biti ustrezno nameščen, da je učinkovit. Vendar se mnogi varovalni mehanizmi v državah, kot so Kanada in Združene države Amerike, ne uporabljajo pravilno. Da bi preprečili ta negativni trend, so uradniki s področja zdravstva in strokovnjaki s področja otroške varnosti izdelali posnetke, ki prikazujejo pravilen način namestitve otroškega sedeža v vozilo.
Zakonodaja v mnogih državah, med drugim tudi v Združenih državah Amerike, zahteva uporabo varnostnih sedežev za dojenčke. Namenjeni so za varen transport otrok, do starosti dveh let ali več, v avtomobilih in drugih vozilih.
Ostali otroški sedeži so potrebni dokler otrok ni dovolj velik za uporabo varnostnega pasu. Po navadi, vendar ne vedno, to pomeni, dokler otrok ne doseže višine 1,45 metra. Otrok mora zadostiti petim kriterijem, preden lahko preneha uporabljati otroški sedež. Ti kriteriji se nanašajo na otrokov sedalni položaj, položaj varnostnega pasa preko rame, položaj varnostnega pasa preko predela pasa na telesu, položaj kolen in otrokovo sposobnost, da celotno potovanje v vozilu sedi primerno.
V splošnem imajo države, ki urejajo varnost sopotnikov v vozilu, zakone o varnosti otrok, ki določajo, da mora biti otrok primerno zavarovan glede na njegovo starost in težo. Ta pravila in standardi pogosto določajo minimume varnostnih mehanizmov, ki morajo biti doseženi. Nekatere države, kot na primer Združene države Amerike in Avstralija, prepovedujejo otroške sedeže, ki se namestijo na prednji sedež in so obrnjeni proti zadku vozila, če ima vozilo na sovoznikovi strani varnostne zračne vreče. Otroci v tako nameščenem otroškem sedežu imajo namreč glavo zelo blizu zračne vreče, ki lahko ob sprožitvi v primeru trka povzroči otroku hude poškodbe glave ali celo smrt. Nekateri današnji avtomobili imajo zaradi tega stikalo, ki omogoča izključitev prednje sovoznikove varnostne zračne vreče. 
Leta 2003 je Ameriška akademija za pediatrijo (American Academy of Pediatrics – AAP) predlagala, da naj dojenčki v avtomobilskih sedežih (ko niso v vozilu kot potniki) ali v drugih sedežih, ki vzdržujejo ležeč položaj telesa, preživijo čim manj časa, zaradi povečanega tveganja za razvoj plagiocefalije (sindrom zaležane glave).
Leta 2013 je bila predstavljena nova uredba za področje avtomobilskih sedežev: »i-Size« je ime nove evropske uredbe za varnost avtomobilskih sedežev, ki zadeva otroke pod starostjo petnajstih mesecev. Uredba je stopila v veljavo v juliju 2013. Zagotavlja dodatno varnost na več načinov. Najbolj viden izmed njih je, da otrokom omogoča potovanje na nazaj obrnjenih otroških sedežih do starosti petnajstih mesecev, in ne več od devet do dvanajst mesecev, kot je določala prejšnja uredba Evropske unije. 

## Zgodovina
Odkar je bil v začetku 20. stoletja izdelan in poslan na trg prvi avtomobil, je bilo sprejetih veliko sprememb in prilagoditev, katerih namen je zaščita voznikov in sopotnikov motornih vozil. Največ zaščitnih ukrepov se je nanašalo na varnost odraslih, varnost otrok pa je bila zapostavljena. Čeprav so začeli otroške varnostne sedeže izdelovati že v tridesetih letih 20. stoletja, njihov namen ni bila varnost otrok. Uporabljali so se zato, da je otrok v otroškem sedežu sedel više kot na osnovnem sedežu in ga je zato voznik lažje videl. Šele leta 1962 sta bila razvita dva neodvisna modela z namenom zaščite otrok. Britanski izumitelj Jean Ames je ustvaril otroški sedež, ki se v vozilo pritrdi obrnjen proti zadku vozila, pas za pripenjanje otroka pa je v obliki črke Y, tako kot pri mnogih današnjih modelih. Američan Leonard Rivkin iz Denverja v Koloradu pa je oblikoval sedež, ki se v vozilo pritrdi obrnjen naprej, vsebuje pa tudi kovinski okvir, ki ščiti otroka. Varnostni pasovi za odrasle so postali standardna oprema avtomobilov šele v petdesetih letih 20. stoletja.